# 샤바브 알아흘리 클럽
샤바브 알아흘리 클럽(아랍어: النادي الأهلي)는 아랍에미리트의 프로 축구 클럽으로 두바이를 연고로 하고 있다. 1970년에 창단 되었고 당시 3개의 지역 팀이 클럽을 형성했다. 1974년 또다른 지역 팀이 현재 아랍에미리트에서 가장 성공적인 축구 클럽 중 하나로 꼽힌다. 2017년 6월까지 알아흘리라는 구단명을 사용 했으며 두바이 CSC와 알샤바브를 흡수 합병하며 현재 구단명을 사용하기 시작했다.

## 역사
1970년에 창단한 알아흘리는 70년대에 3번의 우승을 차지하며 전성기를 구가하였다. 하지만 이후 2부 리그로 강등되는 등 위기를 맞고 약 20여년간 우승 타이틀을 차지하지 못하였으나 2006년에 UAE 1부 리그에서 26년 만의 우승을 일궈내었다. 알아흘리는 2008-09 시즌에서 5번째 리그 우승을 차지하면서 아랍에미리트의 강호로 다시 군림하였다.

## 역대 우승 기록

#### 국내 타이틀
- UAE 1부 리그

우승 (9): 1974-75, 1975-76, 1979-80, 2005-06, 2008-09, 2013-14, 2015-16, 2022-23, 2024-25
- UAE 프레지던트컵

우승 (10): 1974-75, 1976-77, 1987-88, 1995-96, 2001-02, 2003-04, 2007-08, 2012-13, 2018-19, 2020-21
- UAE 리그컵

우승 (5): 2011-12, 2013-14, 2016-17, 2018-19, 2020-21
- UAE 슈퍼컵

우승 (5): 2009, 2013, 2014, 2016, 2020

## 선수 명단

### 현역
참고: FIFA 자격 규정에 따라 소속된 국가대표팀 국기를 표시합니다. 선수는 복수의 FIFA 비회원국 국적을 가지고 있을 수 있습니다.
| 번호 | 포지션 | 국적         | 이름              |
| ---- | ------ | ------------ | ----------------- |
| 3    | MF     | 모로코       | 야신 부알람       |
| 9    | FW     | 이스라엘     | 모아네스 다부르   |
| 13   | DF     | 아랍에미리트 | 헤난              |
| 17   | DF     | 세르비아     | 보그단 플라니치   |
| 19   | FW     |              | 마테우상          |
| 40   | MF     | 세르비아     | 루카 밀리보예비치 |

| 번호 | 포지션 | 국적 | 이름              |
| ---- | ------ | ---- | ----------------- |
| 66   | MF     | 이란 | 사이드 에자톨라히 |

## 역대 감독
| 감독                 | 임기      |
| -------------------- | --------- |
| 륩코 페트로비치      | 1998~1999 |
| 이반 하셰크          | 2007~2009 |
| 이오안 안도네        | 2009      |
| 마흐디 알리          | 2009~2010 |
| 이반 하셰크          | 2011      |
| 키케 산체스 플로레스 | 2011~2013 |
| 코스민 올러로이우    | 2013~2017 |
| 호세 루이스 시에라   | 2018      |
| 레오나르두 자르딩    | 2022~2023 |
| 파울루 소자          | 2024 ~    |